# Non-Stop Erotic Cabaret
Albums de Soft Cell
Non Stop Ecstatic Dancing
(1982)
Non-Stop Erotic Cabaret est le premier album du groupe duo pop britannique Soft Cell réalisé en 1981 par la maison d'édition Some Bizzare Records. Cet album inclus les 2 fameux succès Tainted Love et Say Hello, Wave Goodbye. Une édition CD remasterisée est sortie en 1996 avec 8 titres bonus (Faces B et inédits).
Il fait partie des 1001 Albums You Must Hear Before You Die.

## Titres
Tous les titres sont de Dave Ball et Marc Almond, sauf mention.
1. Frustration - 4.12
2. Tainted Love (Ed Cobb) - 2.34
3. Seedy Films - 5.05
4. Youth - 3.15
5. Sex Dwarf - 5.15
6. Entertain Me - 3.35
7. Chips on My Shoulder - 4.05
8. Bedsitter - 3.36
9. Secret Life - 3.37
10. Say Hello, Wave Goodbye - 5.24

## Titres bonus de la version CD remasterisée (Some bizarre/Mercury) (532 595-2, Février 1996)
1. Where Did Our Love Go? (Brian Holland, Lamont Dozier, Edward Holland, Jr.) - 3.14 (Face B de Tainted Love)
2. Memorabilia - 4.49 (Face B de A Man Can Get Lost)
3. Facility Girls - 2.25 (Face B Bedsitter)
4. Fun City - 7.45 (Face B du maxi single Say Hello, Wave Goodbye)
5. Torch - 4.08 (Single inédit)
6. Insecure Me - 4.39 (Face B de Torch)
7. What? (H. B. Barnum) - 2.50 (Single inédit)
8. ...So - 3.47 (Face B de What?)

## Musiciens
- Marc Almond : voix
- Dave Ball : voix, synthétiseurs, instruments électroniques et acoustiques
- Cindy Ecstasy : voix
- John Gatchell : trompette, bugle
- Vicious Pink Phenomena : voix
- David Tofani : saxophone, clarinette